# Faubourg Nézin

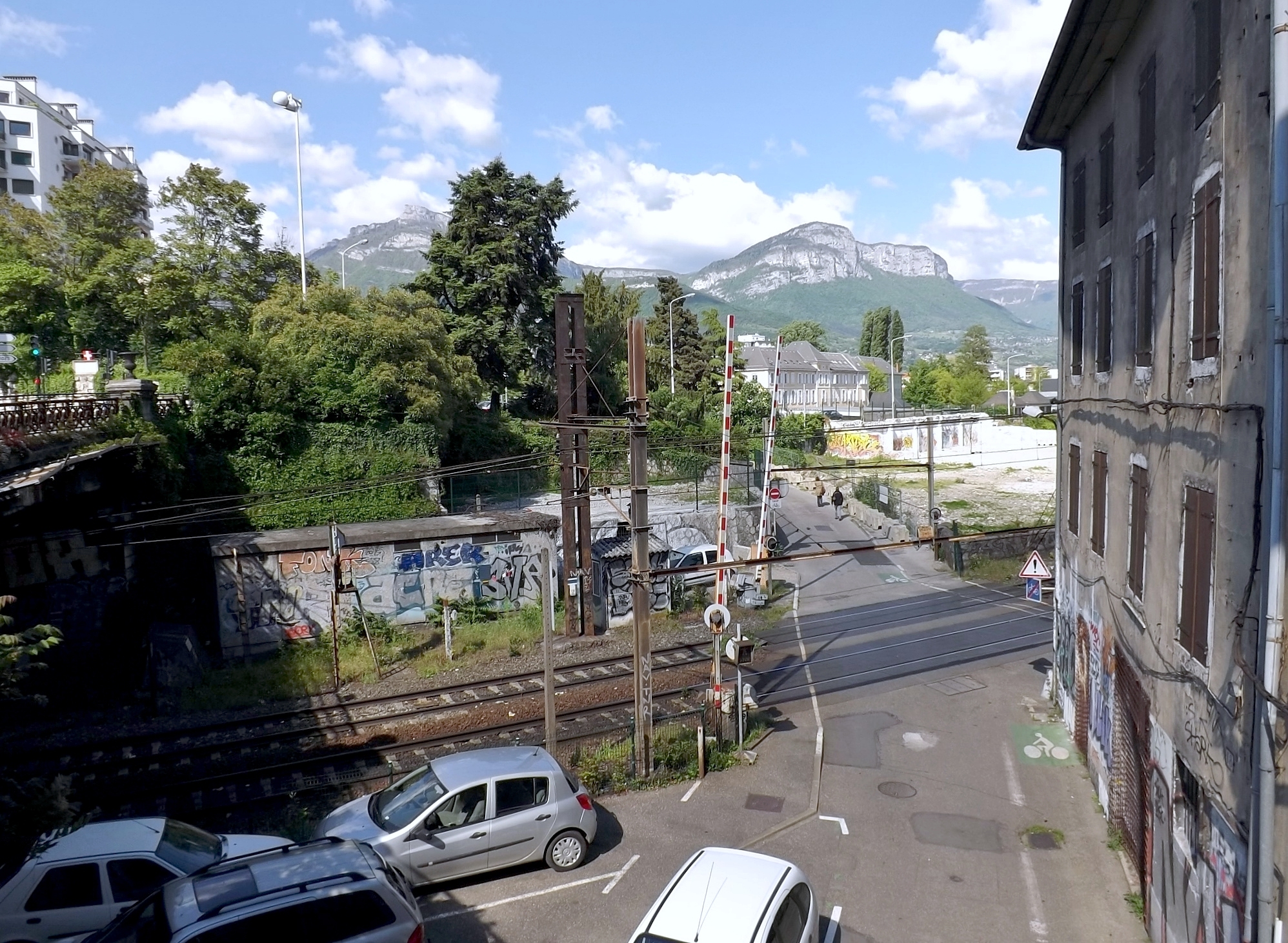
Passage à niveau du faubourg Nézin en 2014.

Le faubourg Nézin est une voie de la commune de Chambéry.

## Situation et accès
Cette courte voie, qui se raccourcit progressivement au fil des années, et notamment à la suite de la destruction de pavillons pour leur replacement par l'opération immobilière Portes de Mérande et le parking Ravet au cours des années 2010-2020, est de moindre importance par rapport aux autres faubourgs de Chambéry qui sont le faubourg Mâché, le faubourg Montmélian ou le faubourg Reclus, qui part dans la même direction,. Elle est étroitement liée à la rue Pillet-Will, dont la suppression pour la construction du parking est envisagée, mais débattue.
Attenante aux quais de la Leysse, elle est traversée par la voie ferrée de la ligne de Culoz à Modane (frontière), à proximité du tunnel.

## Historique

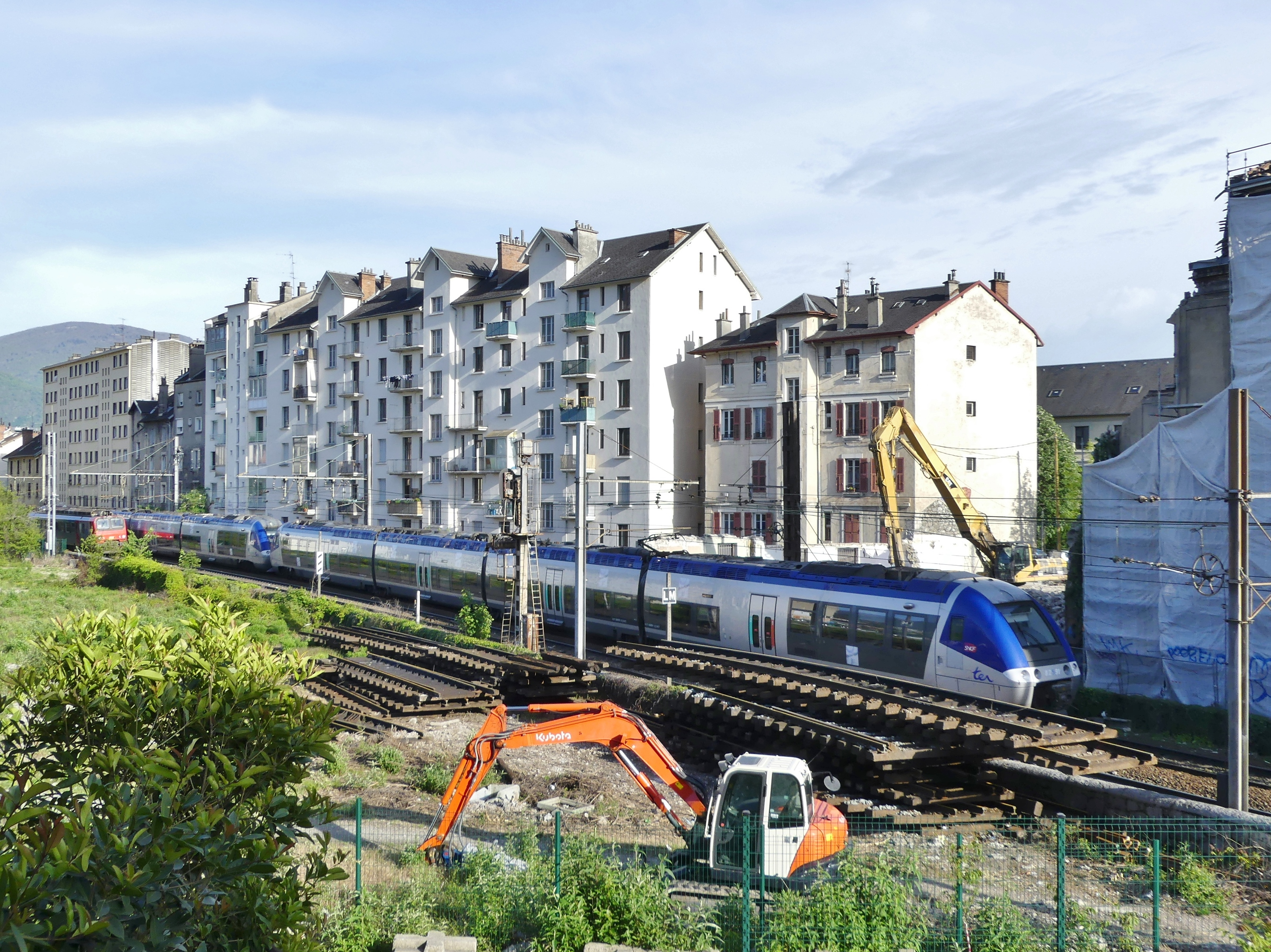
Passage d'un train à proximité du faubourg Nézin.

## Bâtiments remarquables et lieux de mémoire
Madame de Warens, amante de Jean-Jacques Rousseau, y demeura.